# Torre de Madaloc

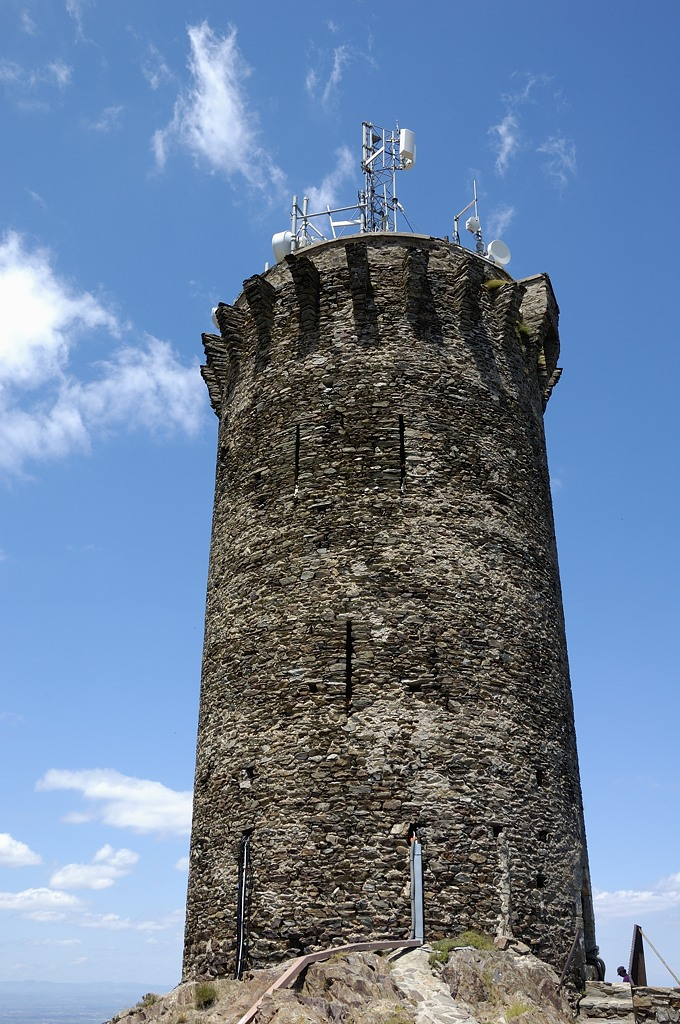
La Torre de Madaloc

La torre de Madaloc, també anomenada Torre del Diable, és situada en el terme comunal de Cotlliure, a la comarca del Rosselló (Catalunya del Nord), encara que una part de la bibliografia l'atribueix al terme de Portvendres.
És a prop de l'extrem meridional del terme, en el vessant septentrional del Pic de Tallaferro, dins del terme cotlliurenc, però molt a prop del de Portvendres.
El lloc és esmentat l'any 981 com a pogium Madalanco, mentre que la torre no apareix fins al 1340 (torra de Madaloch). Molt probablement fou construïda, com la propera Torre de la Maçana, per Jaume II de Mallorca.
Formava part d'una xarxa de dispositius de vigilància (com també la Torre de la Maçana) de la mar que es poden retrobar a tota la costa dels Països Catalans i fins i tot a tota la conca mediterrània.
Aquesta torre que data del segle xiii, però té un basament romà, s'eleva a 656 metres d'altitud i es beneficia d'una situació estratègica que permet de veure, i vigilar, tota la plana i la costa del Rosselló. Des d'aquest punt es podien fer senyals per a assabentar la població d'un atac imminent.
Actualment serveix com a repetidor de televisió.

## La torre
És de forma cilíndrica de 30 metres d'alçada i 25 de perímetre, amb murs de 2 metres de gruix. L'aparell és de pedres petites sense desbastar, però molt ben col·locades en filades regulars. S'hi conserven diversos forats de bastida i algunes espitlleres.
La porta és a llevant, originalment enlairada, i és petita, amb llinda damunt de mènsules dobles molt grosses en degradació, de secció de quart de cercle extradossat. Hi ha un arc de descàrrega damunt de l'obertura. Damunt de la vertical de la porta hi ha un matacà, i la torre és coronada per una corsera seguida, amb algunes de les mènsules grosses que formaven el capdamunt de la torre.
La torre té dessota una gran cisterna excavada a la roca, i el seu interior presenta dos pisos amb trespol de fusta; el superior, acabat en una cúpula semiesfèrica damunt de la qual hi ha la terrassa.